# Manuel Ernesto (bispo)
Manuel Ernesto é um bispo anglicano moçambicano, que serviu como bispo sufragâneo da Diocese de Niassa e desde 2019 como primeiro bispo da Diocese de Nampula.

## Biografia
Manuel é casado com Laura e têm 3 filhos. Eles são originários de Monapo, província de Nampula, onde Manuel era gerente de banco. Depois estudou Teologia em Maputo e recebeu bolsas de estudo para frequentar a Universidade de KwaZulu-Natal e a Universidade Livre de Amsterdã. Após sua ordenação, Manuel serviu na Diocese de Niassa como membro do Comitê Permanente Diocesano, Administrador Diocesano, Pároco e por último como Arquidiácono interino de Lichinga.
Em 6 de março de 2014, o Padre Manuel Ernesto foi eleito Bispo Sufragâneo de Niassa para a área episcopal de Lúrio e Zambézia.

## Diocese Anglicana de Nampula
Em setembro de 2018, o sínodo da Igreja Anglicana da África Austral aprovou a criação da Diocese de Nampula, 2019 com territórios pertencentes à diocese de Niassa, abrangendo as duas províncias civis de Nampula e Cabo Delgado, tendo Ernesto como bispo. A nova Diocese Missionária de Nampula foi estabelecida em 16 de março de 2019, quando Dom Manuel Ernesto foi entronizado. Com a formação da Igreja Anglicana de Moçambique e Angola em 2021, Nampula foi uma das dioceses fundadoras e passou a pertencer a essa província eclesiástica.
Depois do início da insurreição em Cabo Delgado, Ernesto e outros líderes religiosos criaram a plataforma dos Clubes da Paz, grupos comunitários inter-religiosos e mistos. A iniciativa tem trabalhado com parceiros internacionais e ONGs, ajudando a oferecer apoio físico e psicológico às pessoas deslocadas e às suas comunidades de acolhimento.
Dom Manuel Ernesto, em 2024, recebeu um doutorado honorário da Jiazo Bible College University, no Malawi, pelos "Clubes de Paz Inter-religiosos de Reconciliação".